# Okamejei meerdervoortii
Okamejei meerdervoortii es una especie de pez de la familia de los Rajidae en el orden de los Rajiformes.

## Morfología
- Tanto los macho s como las hembras pueden alcanzar 37 cm de longitud total.

## Reproducción
Es ovíparo y las hembras ponen huevos envueltos en una cápsula córnea.

## Hábitat
Es un pez de mar y de aguas profundas que vive entre 70–90
m de profundidad.

## Distribución geográfica
Se encuentra en la China, el Japón, Corea, las Filipinas y Taiwán.

## Observaciones
Es inofensivo para los humanos.